# جوشوا ليدربرغ

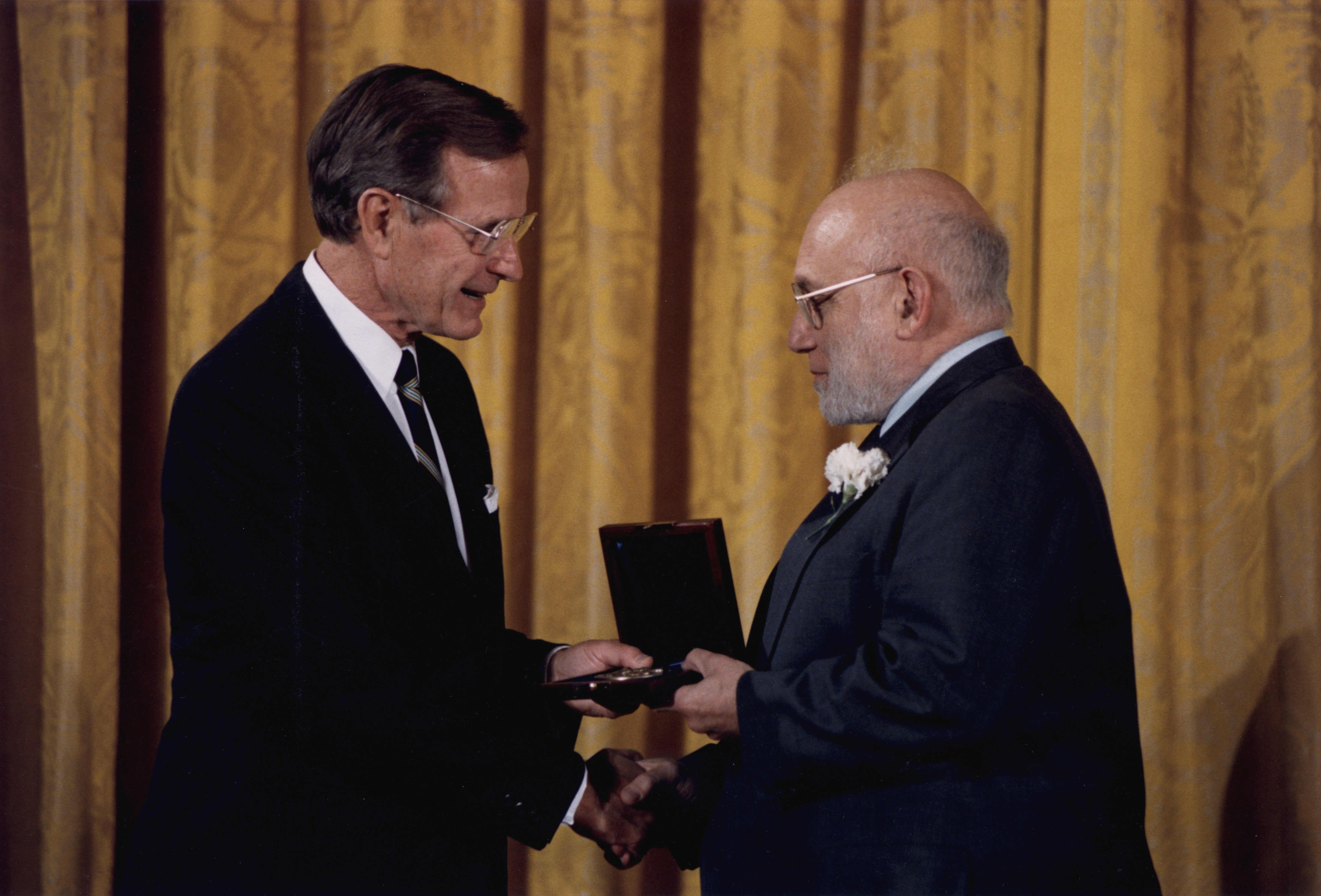
الرئيس الأمريكي جورج بوش الأب (يسار) يسلم جوشوا ليدربرغ القلادة الوطنية للعلوم

جوشوا ليدربرغ (بالإنجليزية: Joshua Lederberg)‏ ـ (23 مايو 1925 ـ 2 فبراير 2008)، عالم بيولوجيا جزيئية أمريكي له أيضاً مساهمات في علوم الوراثة والذكاء الاصطناعي واستكشاف الفضاء، في الثالثة والثلاثين من عمره تقاسم جائزة نوبل في الطب لعام 1958 مع مواطنيه إدوارد تاتوم وجورج بيدل، وذلك لاكتشافه إمكانية التزاوج وتبادل الجينات بين البكتريا.
وإلى جانب مساهماته في علم الأحياء، كانت لليدربرغ أبحاث واسعة في مجال الذكاء الاصطناعي، من بينها مساهمته في العمل في برامج تجريبية لوكالة ناسا تهدف إلى البحث عن الحياة على كوكب المريخ وفي النظام الخبير دندرال الذي كان مختصاً بالكيمياء.

## النشأة والتعليم
ولد ليدربرغ في مونتكلير، نيوجيرسي، لعائلة يهودية، لإستر غولدنباوم شولمان ليدربرغ والحاخام زفي هيرش ليدربرغ سنة 1925، وانتقل إلى واشنطن هايتس، مانهاتن عندما كان طفلًا رضيعًا. كان لديه شقيقان أصغر سنًا. تخرج ليدربرغ من مدرسة ستويفيست الثانوية في مدينة نيويورك في سن الخامسة عشرة عام 1941. بعد تخرجه، سُمح له بشغل مساحة اختبار كجزء من مختبر العلوم التابع للمعهد الأميركي، وهو سلف لمركز ويستينغهاوس للبحث عن المواهب العلمية. التحق بجامعة كولومبيا عام 1941 وتخصص في علم الحيوان. تحت إشراف فرانسيس جاي ريان، أجرى دراسات جينية وكيميائية حيوية على عفن الخبز المدعو بـ «العصيباء المبوغة السميكة». نظرًا لرغبته في الحصول على شهادة طبية والوفاء بالتزاماته بأداء الخدمة العسكرية، عمل ليدربرغ عاملًا طبيًا خلال عام 1943 في مختبر الأمراض السريرية في مستشفى سانت ألبانز البحري، حيث فحص عينات دم البحارة وعينات براز للكشف عن الملاريا. أكمل دراسته الجامعية سنة 1944.

## علم الوراثة البكتيرية
بدأ جوشوا ليدربرغ الدراسات الطبية في كلية كولومبيا للأطباء والجراحين بينما استمر في إجراء تجاربه. بإلهام من اكتشاف أوزوالد أفيري لأهمية الحمض النووي، بدأ ليدربرغ في دراسة فرضيته القائلة بأن البكتيريا، على النقيض من الرأي السائد، لم تقم ببساطة بتمرير نسخ دقيقة من المعلومات الجينية لأبنائها، وهو ما كان يفترض أن جميع خلاياها مستنسخة عن بعضها على طول النسل. بعد إحراز تقدم ضئيل في جامعة كولومبيا، كتب ليدربرج إلى إدوارد تاتوم، معلم ريان بعد الدكتوراه، مقترحًا القيام بتعاون بينهما. في عامي 1946 و1947، أخذ ليدربرغ إجازة للدراسة تحت إشراف تاتوم في جامعة ييل. أظهر كل من ليدربرغ وتاتوم أن بكتيريا الإشريكية القولونية دخلت مرحلة جنسية تمكنت من خلالها تمرير المعلومات الوراثية عبر ما يدعى بالاقتران البكتيري. بعد ذلك الاكتشاف، ورسم خارطة وراثية لمورثات بكتيريا الإشريكية القولونية، تمكن ليدربرغ من الحصول على الدكتوراه من جامعة ييل في عام 1947. تزوج جوشوا من استير ميريام زيمر (التي كانت هي أيضًا طالبة لدى إدوارد تاتوم) في 13 كانون الأول عام 1946.
بدلًا من العودة إلى كولومبيا لإكمال درجته الطبية، اختار ليدربرغ قبول عرض للحصول على وظيفة أستاذ مساعد في علم الجينات في جامعة ويسكونسن ماديسون. ذهبت زوجته إستير ليدربيرغ معه إلى ولاية ويسكونسن. حصلت على الدكتوراه هناك عام 1950.
في عام 1951، أظهر جوشوا ليدربرغ ونورتن زيندر أن المواد الوراثية يمكن نقلها من سلالة من السلمونيلا التيفية الفأرية إلى أخرى باستخدام مواد فيروسية كخطوة وسيطة. سُميت تلك العملية ـ «التنبيغ». في عام 1956، اكتشف كل من م. لورانس مورس، واستير ليدربرغ وجوشوا ليدربرغ «التنبيغ المتخصص». ركزت الأبحاث في التنبيغ المتخصص على تنبيغ عدوى عاثيات لمدا لبكتريا الإشريكية القولونية، وشرح التنبيغ المتخصص كيف يمكن للبكتيريا من أنواع مختلفة أن تكتسب مقاومة لنفس المضادات الحيوية بسرعة كبيرة.
خلال فترة وجودها في مختبر جوشوا ليدربرغ، اكتشفت إستير ليدربيرغ أيضًا عامل الخصوبة إف، لتنشر لاحقًا مع جوشوا ليدربرغ ولويغي لوكا كافالي-سفورزا. في عام 1956، منحت جمعية علماء البكتريا في إلينوي في نفس الوقت جوشوا ليدربرغ واستير ليدربرغ ميدالية باستور، وذلك «لإسهاماتهم البارزة في مجالات علم الأحياء الدقيقة وعلم الجينات».
في عام 1957، أسس جوشوا ليدربرغ قسم علم الوراثة الطبية في جامعة ويسكونسن ماديسون. عمل أستاذًا زائرًا في علم البكتيريا في جامعة كاليفورنيا ببيركلي في صيف عام 1950، وجامعة ملبورن عام 1957. وفي عام 1957 أيضًا انتُخب عضوًا في الأكاديمية الوطنية للعلوم.

## روابط خارجية
- جوشوا ليدربرغ على موقع الموسوعة البريطانية (الإنجليزية)
- جوشوا ليدربرغ على موقع مونزينجر (الألمانية)
- جوشوا ليدربرغ على موقع إن إن دي بي (الإنجليزية)